# 1837 a tudományban
Az 1837. év a tudományban és a technikában.

## Események
- Samuel Morse szabadalmaztatja az általa feltalált elektromos jeltovábbításra képes távírót
- Louis Daguerre elkészíti az első dagerrotípiát

## Születések
- február 5. – Kerpely Antal magyar kohómérnök, a selmeci bányászati akadémia vaskohászattani tanszék első professzora és tanszékvezetője († 1907)
- március 21. – Theodore Nicholas Gill amerikai ichthyológus, mammalógus, a puhatestűek kutatója († 1914)
- június 18. – Fekete Lajos magyar erdőmérnök, botanikus, az MTA levelező tagja. A 19. századi magyarországi erdőgazdálkodás egyik legnagyobb elméleti szakembere († 1916)
- augusztus 15. – Farbaky István magyar bányamérnök, feltaláló, a selmecbányai Bányászati és Erdészeti Akadémia igazgatója († 1928)[1]
- augusztus 25. – Jurányi Lajos magyar  botanikus, fő kutatási területe a növényélettan és a növényszervezettan volt; az MTA tagja († 1897)
- október 23. – Kaposi Mór magyar orvos, bőrgyógyász, egyetemi tanár, a Kaposi-szarkóma első leírója († 1902)
- november 26. – John Newlands (John Alexander Reina Newlands) angol ipari vegyész († 1898)[2]
- december 24. – Janka Viktor botanikus, a Magyar Nemzeti Múzeum növénytárának vezetője († 1890)

## Halálozások
- február 2. – Georg Ludwig Hartig német erdész, nevezetesek az erdőgazdálkodásról szóló munkái (* 1764)
- február 26. – Gottfried Reinhold Treviranus német természettudós. botanikus (* 1776)